# Xystrologa
Xystrologa is een geslacht van vlinders van de familie echte motten (Tineidae).

## Soorten
- X. antipathetica (Forbes, 1931)
- X. fulvicolor Forbes, 1919
- X. grenadella (Walsingham, 1897)
- X. invidiosa Meyrick, 1919
- X. lactirivis (Meyrick, 1932)
- X. nigrovitta (Walsingham, 1897)
- X. sympathetica (Meyrick, 1922)